# Ferruccio Mazzola
Ferruccio Mazzola (Torino, 1º febbraio 1945 – Roma, 7 maggio 2013) è stato un calciatore, allenatore di calcio e dirigente sportivo italiano, di ruolo centrocampista.
Figlio di Valentino Mazzola ed Emilia Ranaldi e fratello minore di Sandro Mazzola, venne soprannominato Mazzolino.

## Carriera

### Giocatore
Calciatore dalle buone qualità, il suo limite più grande fu costituito dal cognome di famiglia: pur avendo le doti necessarie per giocare a buon livello, erano immancabili i paragoni con i suoi più celebri congiunti, ovvero il padre Valentino, capitano del Grande Torino, e il fratello Sandro, che nell'Inter aveva vinto moltissimo.
Questo non impedì al più giovane e meno noto dei fratelli Mazzola di mettersi in luce. A cavallo tra gli anni sessanta e settanta giocò nel ruolo sia di interno che di mezzala con Inter, Venezia, Lecco, Fiorentina e, soprattutto, Lazio, squadra con la quale vinse lo Scudetto nella stagione 1973-74, anche se non disputò neanche un minuto in campionato.

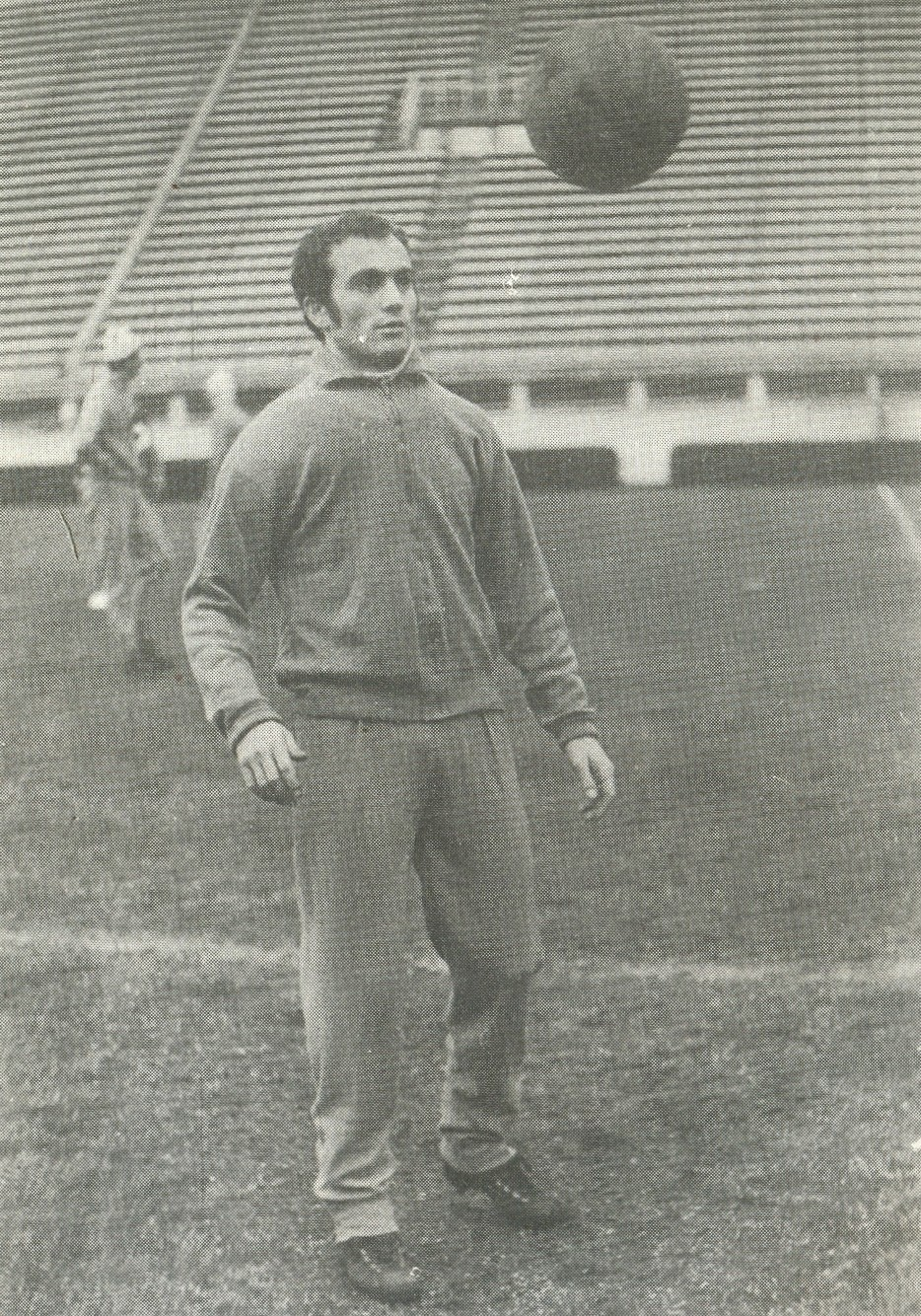
Mazzola durante un allenamento

Chiuse la carriera in Serie C, con il Sant'Angelo, non prima di aver provato l'esperienza americana con l'Hartford Bicentennials e il Toronto Italia.
In carriera totalizzò complessivamente 89 presenze e 12 reti in Serie A e 81 presenze e 15 reti in Serie B, campionato che si è aggiudicato due volte (nell'annata 1965-1966 col Venezia e nel 1968-1969 con la Lazio).

### Allenatore e dirigente
Conclusa l'attività agonistica, intraprese quella di allenatore che, dopo aver guidato per un breve periodo la Nazionale italiana femminile e la Lazio Calcio femminile, lo portò a vincere con il Siena il campionato di Serie C2 1984-1985 e ad ottenere una promozione, sempre militando in Serie C2, con il Venezia nel 1987-1988, primo allenatore avuto dal presidente Maurizio Zamparini. Successivamente fu osservatore per il Treviso.

#### Impegno nel sociale
Dal 2005 fu presidente dell'associazione "Futursport International", che si occupava, tramite lo sport, del recupero di adolescenti in stato di disagio sociale capaci di distinguersi nell'attività calcistica. Dal 2006 si occupò della "Associazione vittime del doping" fondata dai familiari di Bruno Beatrice.
Allenò per diletto i ragazzi della Borghesiana, la squadra del suo quartiere.

#### La morte
Morì dopo una lunga malattia la mattina del 7 maggio 2013, a Roma, a 68 anni. Lasciò la moglie Rita e i tre figli Riccardo, Sara e Michele.

## Procedimenti giudiziari

### Acquisizione del marchio della Fiorentina
Nel 2003 Ferruccio Mazzola fu accanto all'imprenditore calabrese Valentino Rizzuto, il quale affermava di essere proprietario del marchio storico dell'Associazione Calcio Fiorentina, fallita l'anno precedente, e di essere intenzionato a fondare una nuova squadra chiamata "Fiorentina Football Club", con Mazzola presidente. In realtà l'operazione, a detta dello stesso Rizzuto, aveva solo lo scopo di ottenere soldi da Diego Della Valle, patron della Florentia Viola, per lo sfruttamento del marchio. Il tribunale di Roma però fermò le ambizioni di Rizzuto e Mazzola, dichiarando nulla la loro registrazione del marchio.

### Accuse di doping al calcio italiano
Nel 2004 Ferruccio Mazzola tra gli altri rivolse a Helenio Herrera, suo allenatore per poche partite ai tempi dell'Inter, deceduto nel 1997, l'accusa di sottoporre titolari e riserve a doping, facendo ricorso a pasticche, probabilmente amfetamine, sciolte nel caffè. Nel 2005 la società nerazzurra querelò per diffamazione Mazzola, chiedendo 3 milioni di euro per danni morali e patrimoniali da devolvere in beneficenza, ma il giudice respinse la richiesta della società. La maggioranza dei giocatori della Grande Inter, interpellati, negò le accuse: le uniche eccezioni furono quelle di Franco Zaglio, che definì le pratiche dopanti di Herrera come fatto comune nel calcio dell'epoca, e Sandro Mazzola; quest'ultimo, tuttavia, ritrattò in seguito la propria posizione, spiegando che il vero doping del Mago era, a conti fatti, «psicologico» e che la denuncia di suo fratello era motivata da un desiderio di «rivalsa» nei confronti dell'Inter. Luna Herrera, figlia di Helenio, difese la memoria paterna, argomentando che il "Mago", convinto salutista, forniva come stimolante ai suoi calciatori delle semplici cialde a base di acido acetilsalicilico associate a caffeina.
La testimonianza di Ferruccio Mazzola attribuiva a farmaci dopanti anche i decessi di numerosi giocatori della Fiorentina degli anni sessanta e settanta, così come a pratiche illecite sarebbero stati sottoposti nello stesso periodo lui e altri giocatori della Lazio. A tal proposito, la procura di Firenze aprì nel 2005 un'indagine sulla morte del calciatore viola Bruno Beatrice, ipotizzando che questa potesse essere stata determinata dal doping. Il 2 gennaio 2009 la procura, tuttavia, chiese l'archiviazione del caso per prescrizione.

## Palmarès

### Calciatore

#### Competizioni nazionali
- Campionato italiano di Serie B: 2

Venezia: 1965-1966
Lazio: 1968-1969
- Campionato italiano: 1

Lazio: 1973-1974

#### Competizioni internazionali
- Coppa delle Alpi: 1

Lazio: 1971

#### Altre competizioni
- Campionato Under 23: 1

Lazio: 1973-1974

### Allenatore
- Campionato italiano Serie C2: 2

Siena: 1984-85
Venezia: 1987-88